# Schermo piatto

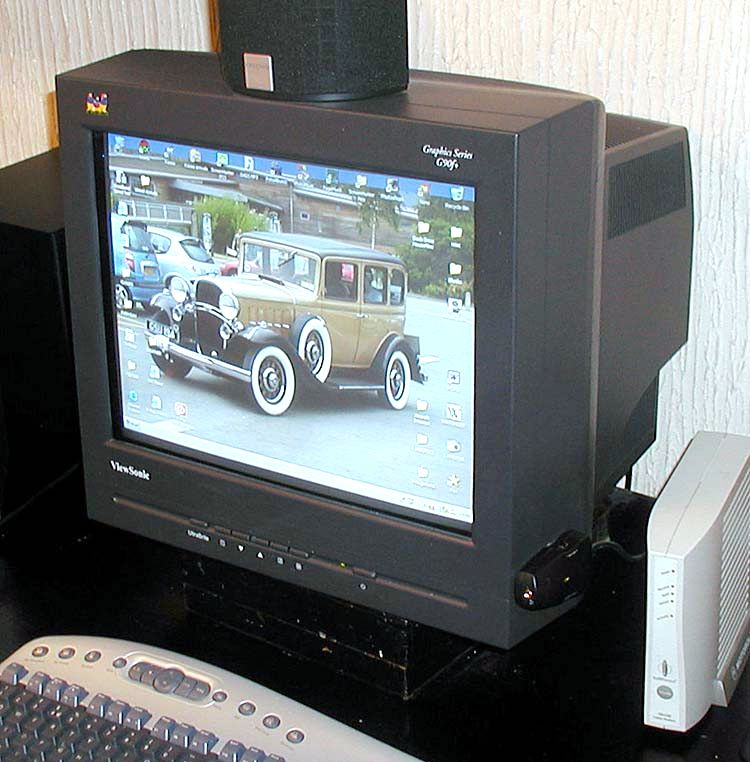
Monitor CRT a schermo piatto

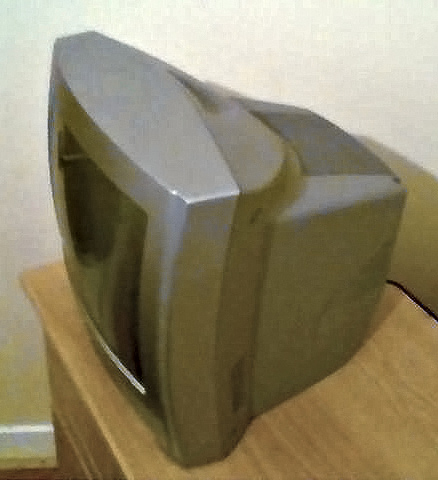
Monitor CRT con schermo non piatto

Per schermo piatto s'intende un monitor video che invece d'avere la superficie di visualizzazione delle immagini bombata, come nel caso dei vecchi tubi catodici, ha uno schermo piatto.
Spesso con schermo piatto ci si riferisce in modo improprio ad un monitor a basso ingombro, sottile, confondendo le due definizioni o usandole indiscriminatamente.
Questo tipo di schermo si ha con:
- Tubi catodici a schermo piatto per uso televisivo o come periferica di un computer, introdotti sul mercato negli anni 70 dalla società Sony, detentrice del brevetto; in altri campi, come radar e strumentazione elettronica (oscilloscopio), l'evoluzione dalla superficie sferica alla piatta è avvenuta prima.
- Monitor a display a matrice di pixel, come possono essere lo schermo a cristalli liquidi o lo schermo al plasma.

Questa denominazione non viene usata per:
- Proiettori, dato che non hanno uno schermo, ma proiettano l'immagine su una superficie
- Cinema, dato che l'immagine viene proiettata, esattamente come nel caso del proiettore, anche se termina sempre su un telo o superficie rigida.